# Nagmamahal Pa Rin Sa Iyo
Nagmamahal Pa Rin Sa Iyo é uma telenovela filipina produzida e exibida pela ABS-CBN, cuja transmissão ocorreu em 1998.